# Leopoldo Benedetti
Leopoldo Benedetti – panamski zapaśnik walczący w obu stylach. Brązowy medalista igrzysk boliwaryjskich w 1993 roku.